# 糸魚沢駅
糸魚沢駅（いといざわえき）は、かつて北海道厚岸郡厚岸町糸魚沢に所在した北海道旅客鉄道（JR北海道）根室本線（花咲線）の駅（廃駅）である。電報略号はイト。事務管理コードは▲110444。

## 歴史

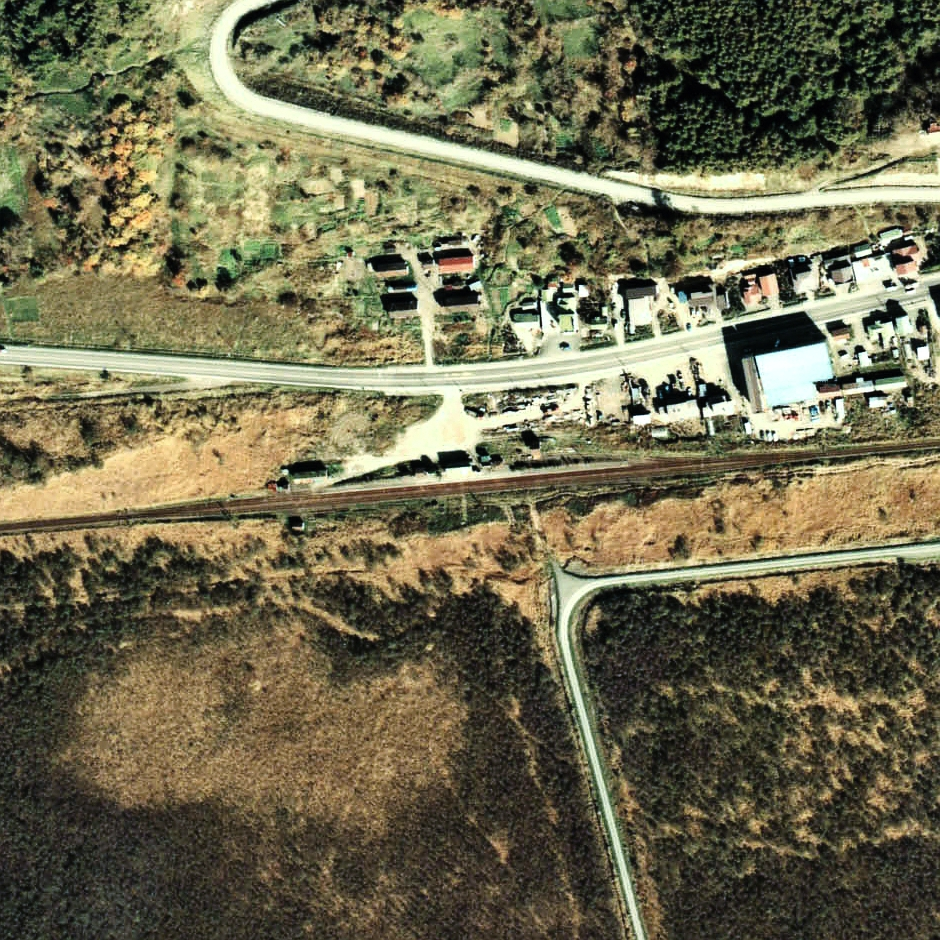
1978年の糸魚沢駅と周囲約500m範囲。右が根室方面。駅裏は厚岸湖へ注ぐチライカリベツ川流域の広い湿地帯。単式ホーム1面1線と駅裏側に副本線、駅舎横の根室側に貨物ホームと引込み線を有する。

### 年表
- 1919年（大正8年）11月25日：鉄道院釧路本線（→根室本線）厚岸駅 - 厚床駅間延伸に伴い開業[3][4]。
- 1934年（昭和9年）5月14日：簡易駅（旅客駅）となる[5]。
- 1936年（昭和11年）9月（日付不明）：一般駅に戻る[6]。
- 1950年（昭和25年）11月29日：駅舎改築[7]。
- 1971年（昭和46年）10月2日：貨物扱い廃止[8]。
- 1984年（昭和59年）
  - 2月1日：荷物扱い廃止[9]。
  - 3月1日：無人化[9]。
- 1987年（昭和62年）4月1日：国鉄分割民営化により、北海道旅客鉄道（JR北海道）の駅となる[10]。
- 2015年（平成27年）1月29日：新駅舎使用開始[11]。
- 2021年（令和3年）9月18日：同日付『北海道新聞』で、当駅を2022年春予定のダイヤ改正時に廃止する検討がされている旨が報道される[12]。
- 2022年（令和4年）3月12日：利用客減少とダイヤ改正に伴い、廃止[1]。

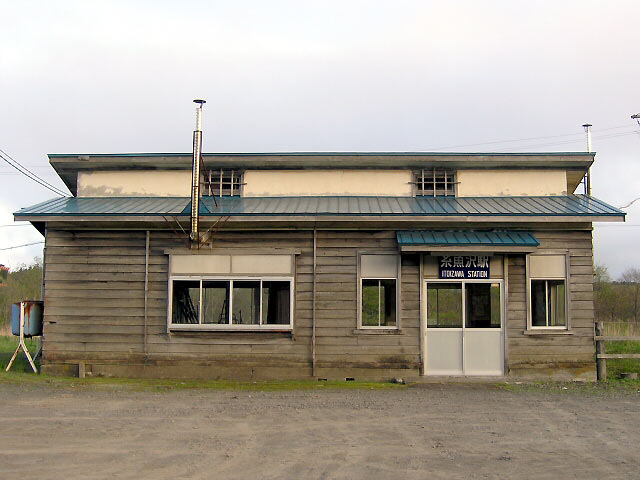
看板架け替え前の旧駅舎（2005年6月）
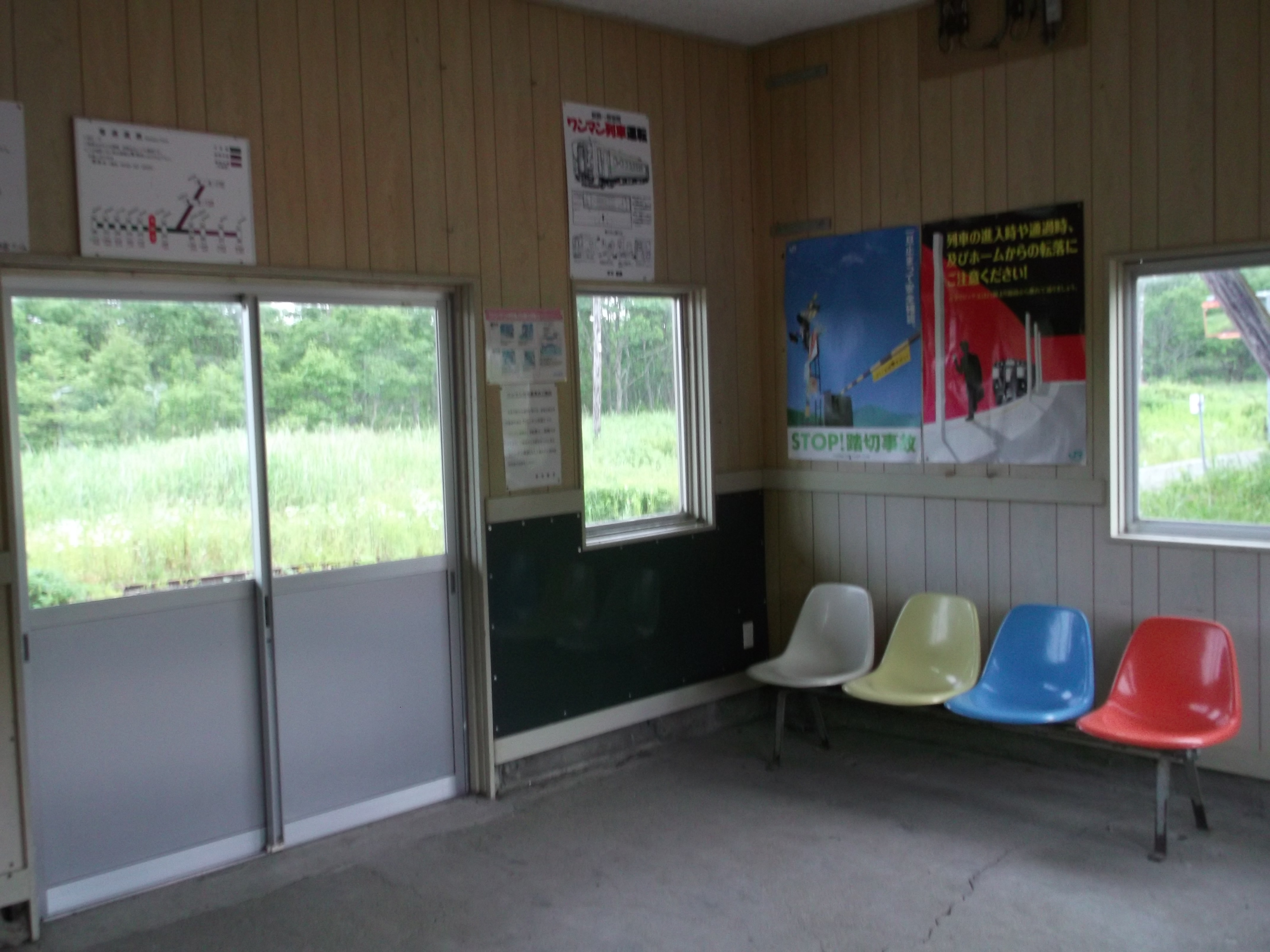
旧駅舎内待合室（2012年7月）

### 駅名の由来
所在地名より。駅の南を流れる別寒辺牛川支流のチライカリベツ川のアイヌ語名の意訳に由来している。この際、すでに糸魚川駅が存在していたため、区別のために「糸魚沢」とした。由来となった語については「チライカリペッ（ciray-kari-pet）」（イトウ・通う・川）、あるいは「チライカラペッ（ciray-kar-pet）」（イトウ・捕る・川）の2説が考えられている。

## 駅構造

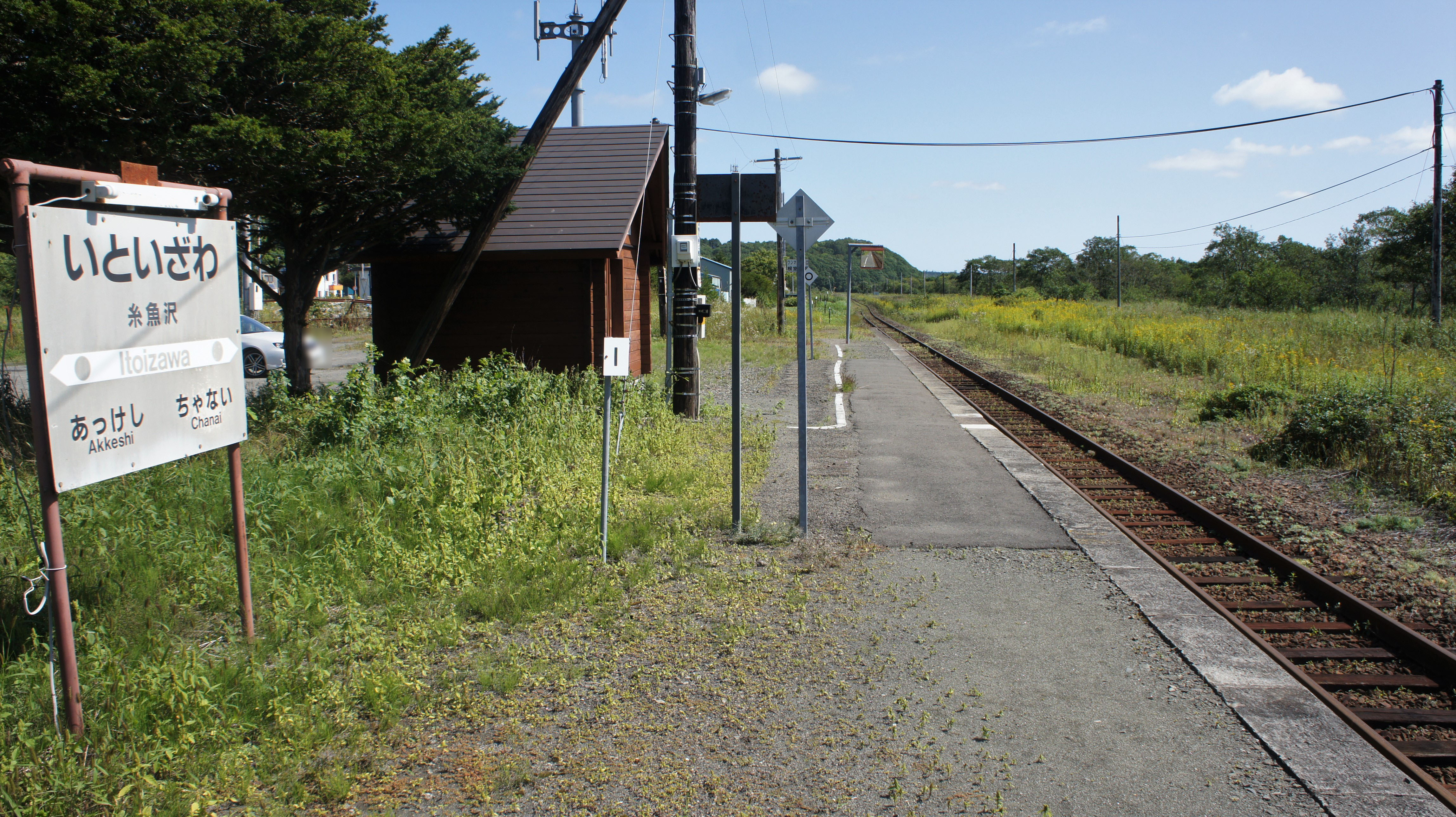
ホーム（2018年9月）

単式1面1線ホームの地上駅。厚岸駅管理の無人駅である。かつては相対式2面2線の交換可能駅であったが撤去された。
1950年（昭和25年）に建てられた駅舎は木造平屋建てで、切り妻の屋根に段差を付けた構造になっており、段差の部分に2か所の採光窓が設けられていた。ホーム側の屋根はそのままホームに伸びるひさしとなる構造であった。糸魚沢駅はこの構造で残る最後の駅舎であった。
この駅舎の隣に新駅舎の建設工事が行われ、2015年（平成27年）1月29日から供用開始されることになった。建設工事は、新駅舎に抵触する旧駅舎の一部を取り壊して行われ、同年2月2日から旧駅舎は取り壊された。

## 利用状況
乗車人員の推移は以下のとおり。年間の値のみ判明している年については、当該年度の日数で除した値を括弧書きで1日平均欄に示す。乗降人員のみが判明している場合は、1/2した値を括弧書きで記した。
また、「JR調査」については、当該の年度を最終年とする過去5年間の各調査日における平均である。
| 年度               | 乗車人員（人） | 乗車人員（人） | 乗車人員（人） | 出典       | 備考                |
| 年度               | 年間           | 1日平均        | JR調査         | 出典       | 備考                |
| ------------------ | -------------- | -------------- | -------------- | ---------- | ------------------- |
| 1978年（昭和53年） |                | 39             |                | [ 16 ]     |                     |
| 1992年（平成04年） |                | (7.0)          |                | [ 17 ]     | 1日平均乗降客数14人 |
| 2015年（平成27年） |                |                | 「10名以下」   | [ JR北 1 ] |                     |
| 2016年（平成28年） |                |                | 1.2            | [ JR北 2 ] |                     |
| 2017年（平成29年） |                |                | 1.2            | [ JR北 3 ] |                     |
| 2018年（平成30年） |                |                | 1.6            | [ JR北 4 ] |                     |
| 2019年（令和元年） |                |                | 1.0            | [ JR北 5 ] |                     |
| 2020年（令和02年） |                |                | 1.4            | [ JR北 6 ] |                     |
| 2021年（令和03年） |                |                | 2.4            | [ JR北 7 ] |                     |

## 駅周辺
駅周辺は糸魚沢の集落のほか湿原地帯が広がる。
- 国道44号
- 糸魚沢簡易郵便局
- 別寒辺牛湿原

## 隣の駅
北海道旅客鉄道（JR北海道）
根室本線（花咲線）（廃止当時）
厚岸駅 - 糸魚沢駅 - 茶内駅

### JR北海道
1. ↑  “極端にご利用の少ない駅（3月26日現在）” (PDF). 平成28年度事業運営の最重点事項.   北海道旅客鉄道. p. 6 (2016年3月28日). 2017年9月25日閲覧。
2. ↑  「根室線（釧路・根室間）」（PDF）『線区データ（当社単独では維持することが困難な線区）』、北海道旅客鉄道、2017年12月8日。オリジナルの2017年12月9日時点におけるアーカイブ。2017年12月10日閲覧。
3. ↑  「根室線（釧路・根室間）」（PDF）『線区データ（当社単独では維持することが困難な線区）(地域交通を持続的に維持するために)』、北海道旅客鉄道株式会社、3頁、2018年7月2日。オリジナルの2018年8月19日時点におけるアーカイブ。2018年8月19日閲覧。
4. ↑  “根室線（釧路・根室間）” (PDF). 線区データ（当社単独では維持することが困難な線区）(地域交通を持続的に維持するために).   北海道旅客鉄道. p. 3 (2019年10月18日). 2019年10月18日時点のオリジナルよりアーカイブ。2019年10月18日閲覧。
5. ↑  “根室線（釧路・根室間）” (PDF). 地域交通を持続的に維持するために > 輸送密度200人以上2,000人未満の線区（「黄色」8線区）.   北海道旅客鉄道. p. 3 (2020年10月30日). 2020年11月2日時点のオリジナルよりアーカイブ。2020年11月2日閲覧。
6. ↑  “駅別乗車人員  特定日調査（平日）に基づく”.   北海道旅客鉄道. 2022年8月3日時点のオリジナルよりアーカイブ。2022年8月14日閲覧。
7. ↑  “駅別乗車人員  特定日調査（平日）に基づく”.   北海道旅客鉄道. 2022年9月3日時点のオリジナルよりアーカイブ。2022年9月3日閲覧。